# Diecezja Macapá
Diecezja Macapá (łac. Dioecesis Macapensis) – diecezja Kościoła rzymskokatolickiego w Brazylii. Należy do metropolii Belém do Pará, wchodzi w skład regionu kościelnego Norte 2. Została erygowana przez papieża Piusa XII bullą Unius Apostolicae w dniu 1 lutego 1949 jako prałatura terytorialna. 30 października 1980 podniesiona do rangi diecezji.